# 2 Korpus Polski (III RP)
 Dowództwo 2 Korpusu Polskiego - Dowództwo Komponentu Lądowego im. gen. broni Władysława Andersa (D2KP-DKL) – wyższy związek taktyczny Sił Zbrojnych Rzeczypospolitej Polskiej przeznaczony do realizacji zadań związanych z planowaniem użycia i dowodzeniem nowoczesnymi związkami taktycznymi przeznaczonymi do działań o wysokiej intensywności, wydzielonymi do operacji lądowej w środowisku wielodomenowym w czasie sytuacji kryzysowej i wojny w układzie narodowym i sojuszniczym.

## Historia
21 lipca 2023 minister obrony narodowej Mariusz Błaszczak powołał gen. dyw. Adama Joksa na stanowisko dowódcy 2 Korpusu Polskiego. Celem sformowania nowego związku taktycznego jest wzmocnienie interoperacyjności ze Stanami Zjednoczonymi Ameryki oraz wzmocnienie możliwości obronnych Wojska Polskiego. Korpus jest formowany na bazie Centrum Operacji Lądowych – Dowództwa Komponentu Lądowego i rozpoczął funkcjonowanie w listopadzie 2023. Jego dowództwo znajduje się w Krakowie, gdzie do 2014 stacjonował 2 Korpus Zmechanizowany. 2KP-DKL podlega bezpośrednio Dowództwu Operacyjnemu Rodzajów Sił Zbrojnych.

## Tradycje
Nazwa Dowództwa 2 Korpusu Polskiego, wywodzi się od nazwy utworzonego 21 lipca 1943 roku 2 Korpusu Polskiego Polskich Sił Zbrojnych, który pod dowództwem gen. broni Władysława Andersa wsławił się zwycięskimi walkami o Monte Cassino, Anconę i Bolonię.
Decyzją nr 38/MON z dnia 14 maja 2024 w D2KP-DKL wprowadzono odznakę pamiątkową, oznaki rozpoznawcze oraz proporczyk na beret żołnierzy.
Decyzją nr 39/MON z dnia 14 maja 2024 D2KP-DKL nadano imię gen. broni Władysława Andersa i ustanowiono święto na dzień 18 maja.
Decyzją nr 56/MON z dnia 29 kwietnia 2025 Dowództwo 2KP-DKL przejmuje i z honorem kultywuje dziedzictwo tradycji: 
1. II Korpusu gen. Józefa Hauke-Bosaka (1863-1864);
2. II Korpusu Polskiego na Wschodzie (1917-1918);
3. Okręgu Generalnego Kraków (1918-1921);
4. 2. Armii (1920-1922);
5. Okręgu Korpusu nr V (1921-1939);
6. Armii „Kraków” (1939);
7. 2. Korpusu Polskiego (1943-1947);
8. 2. Armii Wojska Polskiego (1944-1945);
9. Krakowskiego Okręgu Wojskowego (1992-1998);
10. Korpusu Powietrzno-Zmechanizowanego (1999-2001);
11. 2. Korpusu Zmechanizowanego im. gen. broni Władysława Andersa (2001-2014);
12. Centrum Operacji Lądowych – Dowództwa Komponentu Lądowego (2014-2024).

Insygnia D2KP-DKL
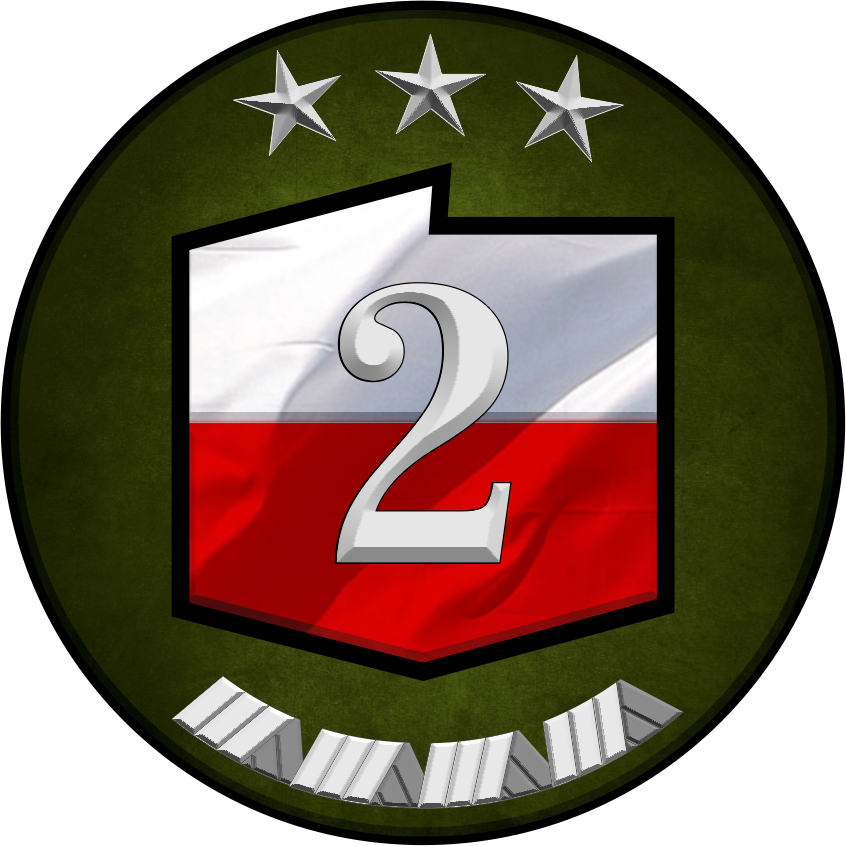
Logo (2023)
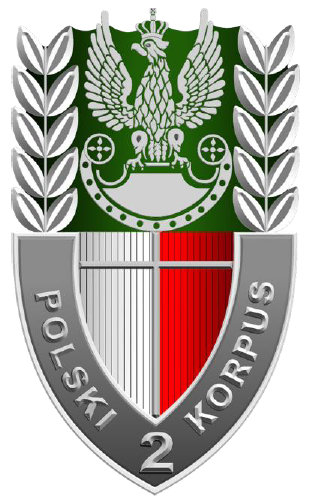
Odznaka pamiątkowa (2024)
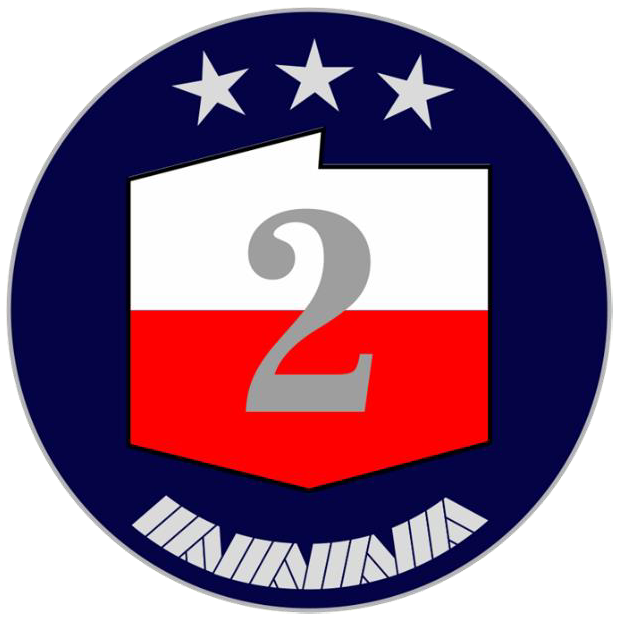
Oznaka rozpoznawcza na mundur wyjściowy (2024)
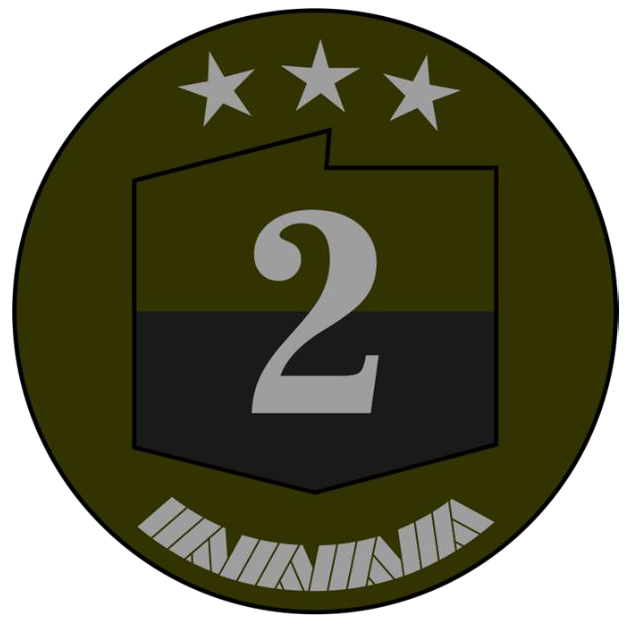
Oznaka rozpoznawcza na mundur polowy (2024)
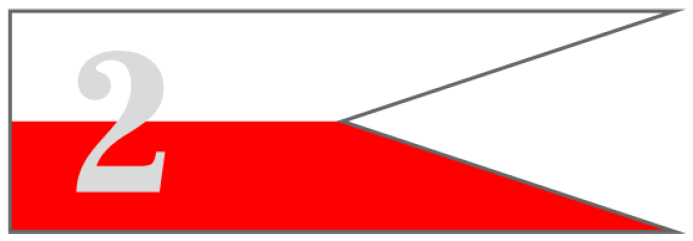
Proporczyk na beret (2024)

## Dowódcy korpusu
- gen. broni Adam Joks (od VIII 2023 – )[13]